# Kirsten Flagstad
Répertoire
Richard Wagner
Kirsten Flagstad, née à Hamar le 12 juillet 1895 et morte à Oslo le 7 décembre 1962, est une soprano norvégienne. Elle est souvent considérée comme la plus grande soprano wagnérienne et comme l'une des plus grandes chanteuses de son temps,,.

## Biographie et carrière

### Naissance, famille et formation
Kirsten Flagstad naquit à Hamar le 12 juillet 1895, dans une famille de musiciens.

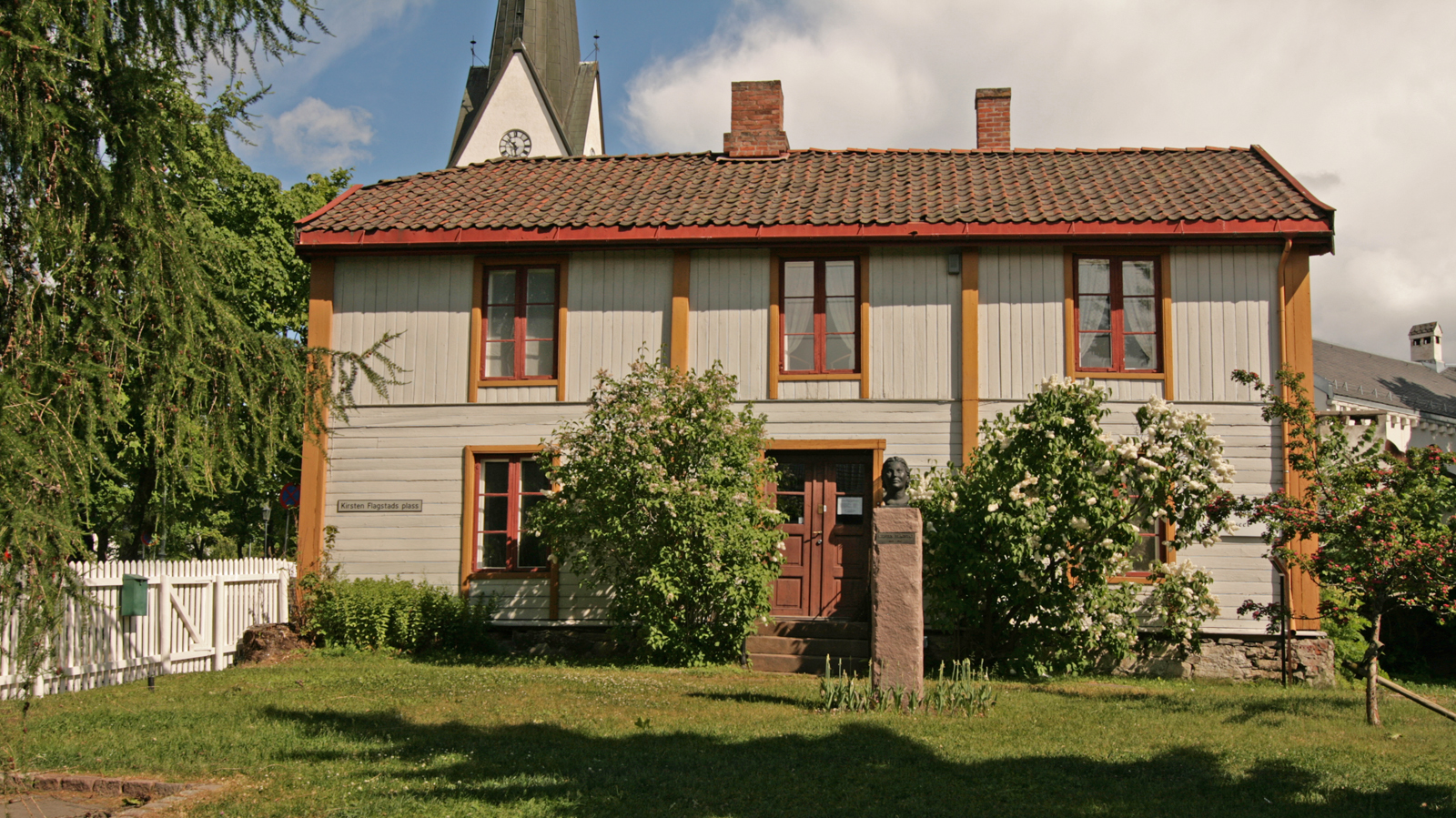
Maison natale de Kirsten Flagstad, qui devint musée le 12 juillet 1985, son, en présence du ministre de la Culture.

Son père, Michael Flagstad, était chef d'orchestre. Sa mère, née Marie Nielsen Johnsrud, était certes fille d'un paysan, mais elle était virtuose du piano. Il est normal que tous leurs enfants aient pratiqué la musique. Ole Flagstad devint violoncelliste d'orchestre. Un autre fils, Lasse (1903 - † 1969), travaillait en tant que pianiste, comme sa mère, surtout pour la répétition aux théâtres. La fille cadette, Karen Marie (1904 - † 1992), était capable de chanter l'opéra et l'opérette. Toute la famille participera à la fondation de l'Opéra-Comique d'Oslo en 1918.
Kirsten, qui admirait et chantait l'opéra elle aussi, commença à étudier le piano, initiée par sa mère. À l'âge de seize ans, elle décida d'approfondir le chant, sans doute selon le conseil d'un professeur de chant, Ellen Schytte-Jacobsen, qui n'était pas contente. À Stockholm, Kirsten trouva un excellent professeur, Gillis Bratt († 1925). Ce dernier était non seulement un médecin réputé des maladies de gorge et de nez mais aussi spécialiste de la formation physiologique de chant. Sous supervision de celui-ci, l'étude de Kirsten à Stockholm dura deux ans.

### Opéra-Comique d'Oslo
Sa carrière débuta assez modestement au théâtre national d'Oslo le 12 décembre 1913 dans le rôle de Nuri de l'opéra Tiefland d'Eugen d'Albert.
Cependant, elle poursuivit ses études auprès du docteur Gillis Bratt à Stockholm .

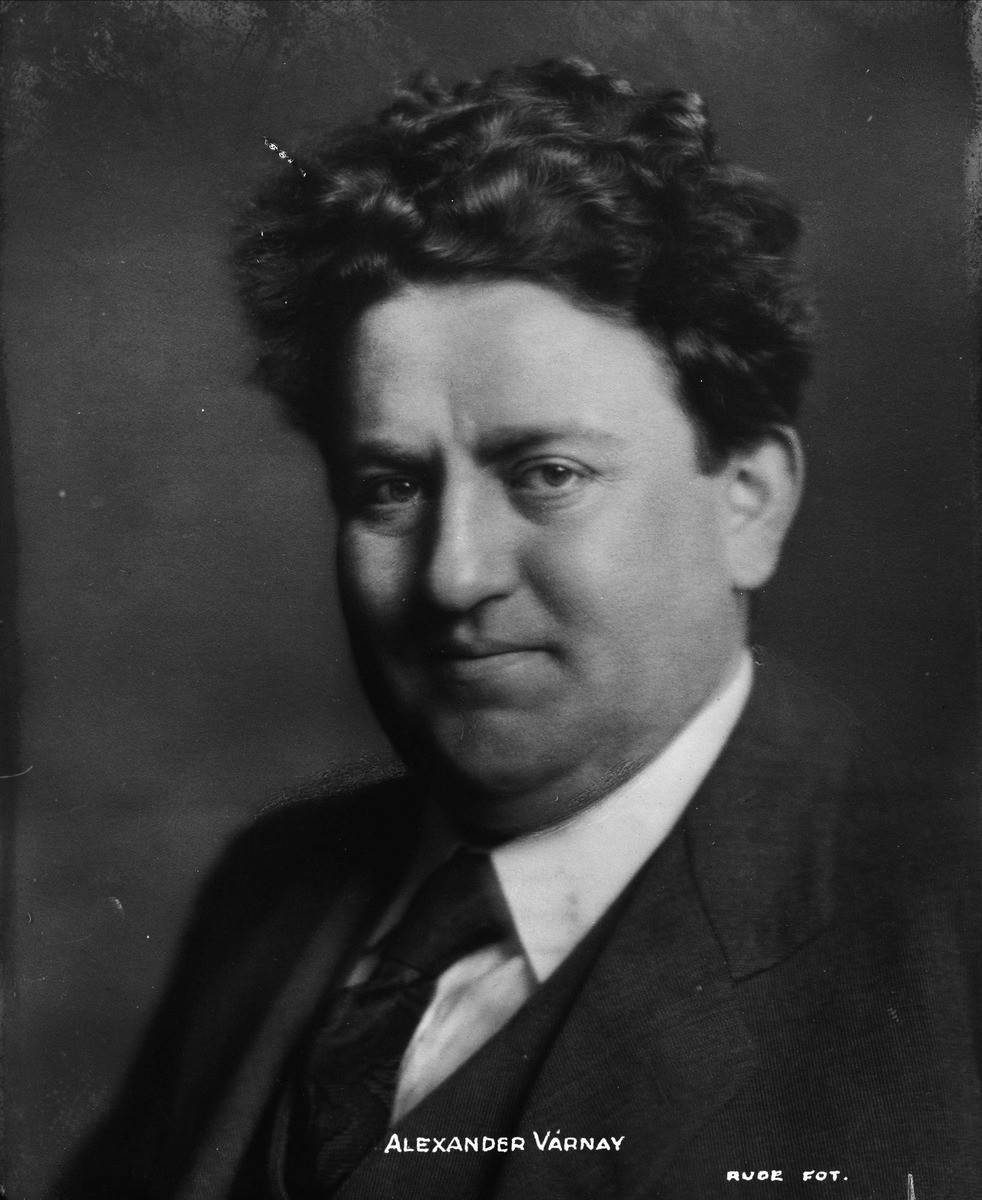
Alexander Varnay (1889 - † 1924).

En 1918, alors qu'elle était en vacances à Oslo, Kirsten rencontra Alexander Varnay, père d'Astrid Varnay, qui était chargé de diriger l'Opéra-Comique auquel la famille Flagstad participait. Il distingua les qualités exceptionnelles de Kirsten : sa musicalité parfaite, y compris la précision de hauteur, son talent dramatique, une excellente mémoire des œuvres et sa vocation (elle n'a jamais été stressée, car elle était la plus heureuse lors de la représentation). Percevant cette combinaison rare entre la perfection technique et la joie d'interprétation, Alexander Varnay résumait : « Die Kirsten kann alles ! » (Kirsten sait tout faire !).
En faveur de la carrière de Kirsten, ce ténor joua un rôle incomparable. Plus tard, la cantatrice écrivit : « Ma collaboration avec Alexander Varnay était vraiment importante pour former mon caractère. J’ai bénéficié de ce qu'il m'avait enseigné durant toute ma carrière de chanteuse. » De surcroît, les deux familles étaient étroitement liées par leur amitié. Kirsten n'hésitait pas à manifester sa plus profonde gratitude pour celle d'Alexander Varnay.

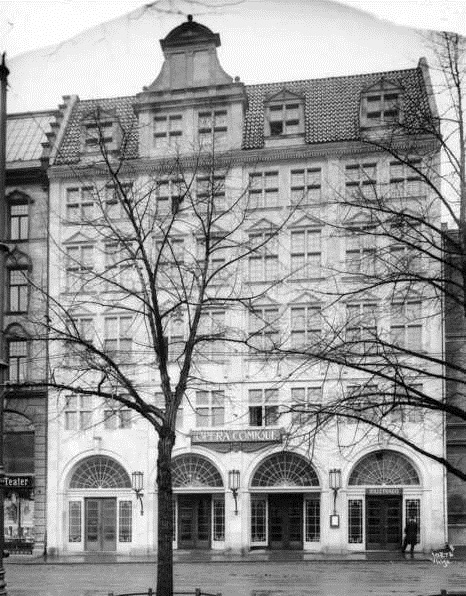
Opéra-Comique d'Oslo, où chantait la jeune Kirsten.

À la suite de cette audition, elle commença à chanter, en 1919, à l'Opéra-Comique. La première représentation à laquelle elle participa était Der Evangelimann de Wilhelm Kienzl. En mai 1919, elle obtint son premier rôle principal, Nedda de Pagliacci, de l'opéra composé par Ruggero Leoncavallo.

### Premières noces
Après cette représentation, elle épousa Sigurt Hall, son collaborateur de l'Opéra-Comique.
L'année suivante, elle donna naissance à une fille, Else Marie. Son bonheur était tel qu'elle ne songeait plus à l'Opéra-Comique, au grand dam de sa mère, qui ne pouvait accepter que sa fille quitte l’œuvre familiale. Très mécontente, elle lui rendit visite un jour avec un certain nombre de partitions ; elle découvrit alors que la voix de Kirsten avait, pour une raison inconnue, énormément évolué, notamment sur sa dynamique. La voix de soprano légendaire était née,.

### Premier répertoire de Kirsten Flagstad
En dépit de ce phénomène, Kirsten restait modeste, en continuant à soutenir le projet de sa famille. Bien que la fin de la Première Guerre mondiale eût favorisé l'enrichissement du programme de l'Opéra-Comique et que ce dernier fût aidé par de célèbres musiciens tel Arthur Nikisch, ses finances n'étaient pas en bon état. Les ressources étaient tellement insuffisantes qu'il était difficile de maintenir l’excellente qualité de représentation qui y était établie. L'établissement programma donc une série d'œuvres particulières dans l’espoir d’améliorer sa situation financière. Kristen fut chargée de chanter le rôle de Desdémone dans l’Otello de Giuseppe Verdi. La représentation de Otello connut un grand succès, mais l'Opéra-Comique dut fermer définitivement ses portes le 1er septembre 1921, après avoir présenté vingt-six opéras.

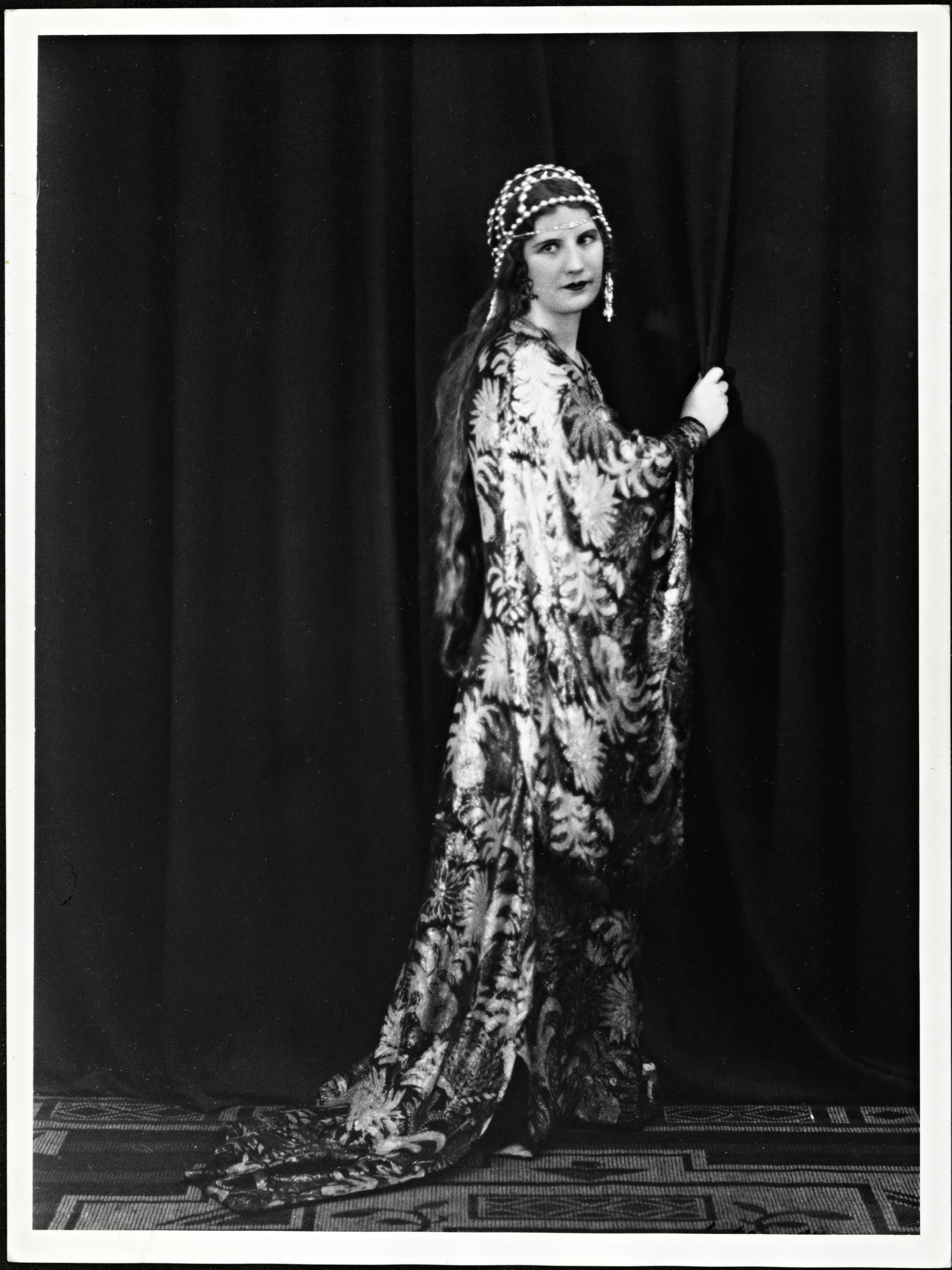
En dépit d'un succès considérable de cette Desdémone en 1921, l'Opéra-Comique dut disparaître.
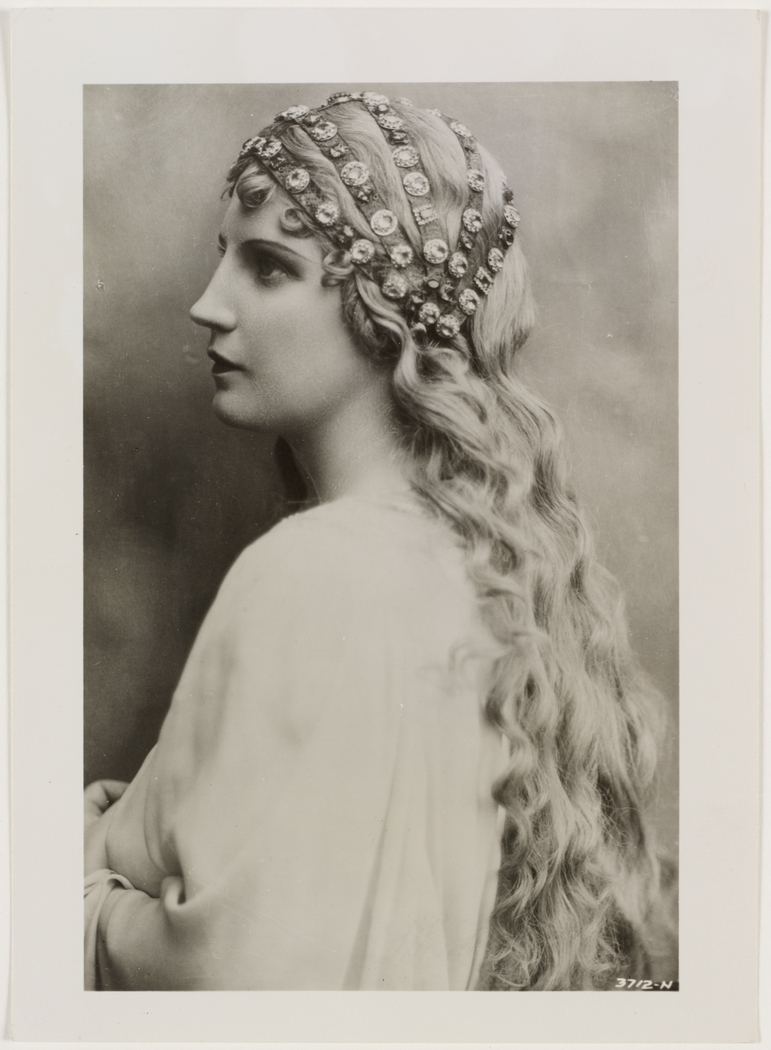
Kirsten Flagstad dans le rôle d'Elsa en 1929. Son futur époux Henry Johansen était parmi les auditeurs.

Malgré cette fermeture, Kirsten Flagstad continua à chanter, sans atteindre une réputation internationale. Elle resta en Scandinavie jusqu'en 1932, enrichissant pendant ce temps son répertoire. Ainsi, en février 1932, elle interpréta le rôle-titre de Rodelinda de Georg Friedrich Haendel, au théâtre de Göteborg. Quant à l'opéra de Richard Wagner, compositeur cher à Kirsten depuis son enfance, elle avait joué le rôle d'Elsa (Lohengrin), au théâtre national d'Oslo, le 14 juin 1929. Grâce à une partition que ses parents lui avaient offerte, elle avait chanté ce rôle à partir de son dixième anniversaire.

### Deuxièmes noces
En 1930, en secondes noces, Kirsten se maria avec Henry Thomas Ingvar Johansen, homme d'affaires très riche. Si aucun enfant ne naquit de cette union, elle aimait une pause paisible, avec les enfants de son époux. Toutefois, elle était toujours sollicitée par des opéras qui souhaitaient le retour de cette vedette.

### Soprano du siècle

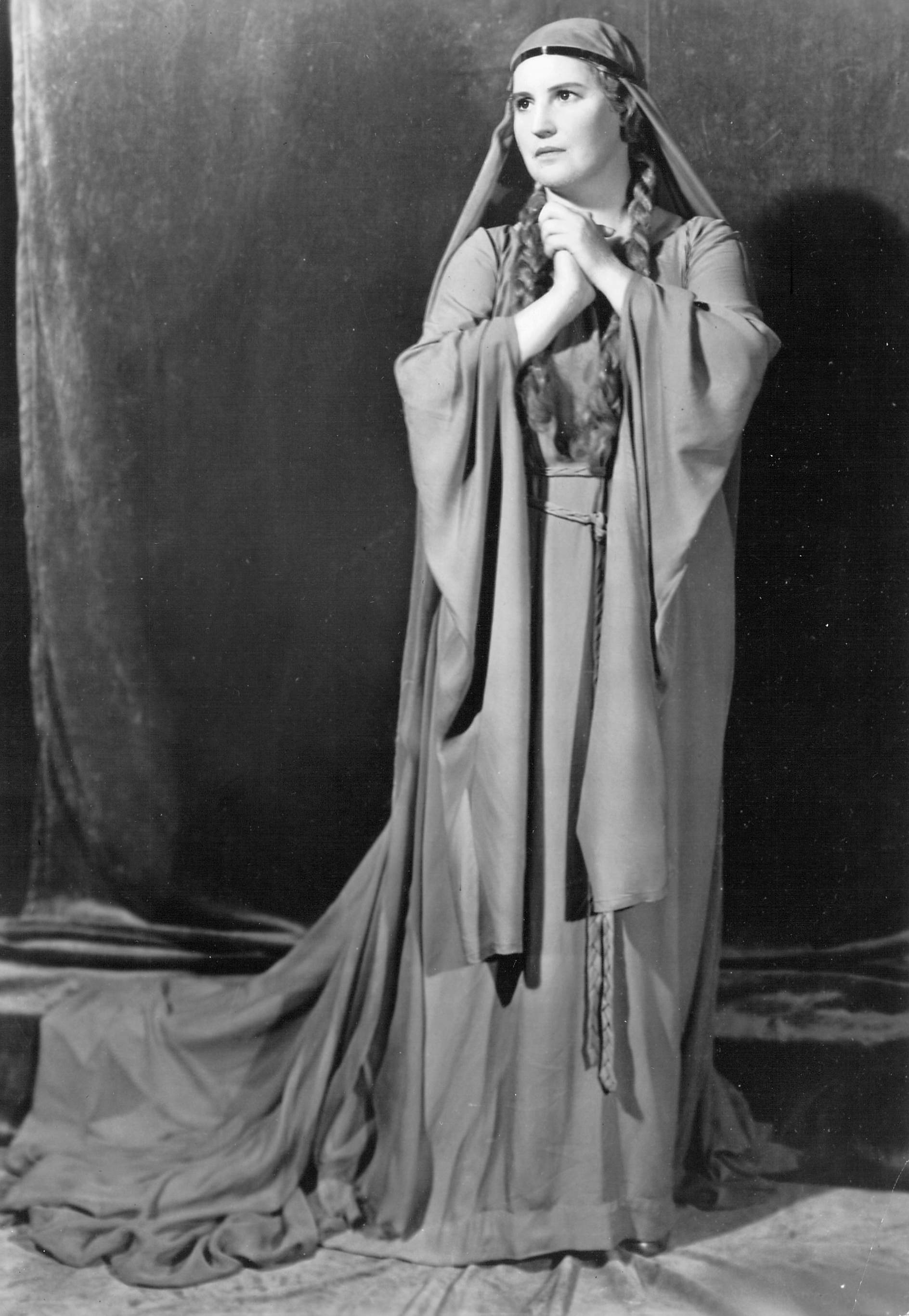
Kirsten Flagstad interprétant Isolde, en 1936, au centre des arts Bushnell (Hartford de l'État du Connecticut).

Si l'on compte Kirsten Flagstad parmi les plus grandes sopranos du XXe siècle, c’est grâce à Ellen Gulbranson, soprano suédoise. Cette dernière séjournait à Oslo lorsque Kirsten chanta Isolde, le 29 juin 1932. Éblouie par la voix de Flagstad, Gulbranson, qui était une des cantatrices les plus importantes du festival de Bayreuth, n'hésita pas à recommander cette soprano norvégienne à Winifred Wagner, directrice du festival. Aussi Kirsten obtint-elle de petits rôles (Ortlinde et la troisième Norne) pour la saison 1933, puis, après son succès, pour Sieglinde dans La Walkyrie et Gutrune dans Le Crépuscule des dieux en 1934.
Cet engagement favorisa de nouveaux contrats avec de grands opéras mondiaux. Elle fut alors immédiatement repérée par le Metropolitan Opera de New York, où elle fut engagée pour succéder à la soprano wagnérienne Frida Leider. Coachée à Prague par George Szell, elle y fit ses débuts le 2 février 1935 dans le rôle de Sieglinde, lors d'une « représentation retransmise à travers les États-Unis et le Canada : c'est un succès sensationnel et le début de sa célébrité ». Au cours de la même saison, elle y chanta Isolde. Représentation légendaire, car, saisis par sa voix, son partenaire Tristan manqua son entrée et le directeur Artur Bodanzky laissa tomber sa baguette. En pleine force, elle interpréta aussi Brünnhilde du Ring, Elsa (Lohengrin), Elisabeth (Tannhäuser) et sa première Kundry (Parsifal). Elle y interpréta également Fidelio en 1936, seul rôle non wagnérien. Outre New York, elle donna le même répertoire à San Francisco (1935-1938) et à Chicago (1937), selon un accord conclu par ces opéras. L'opéra de San Francisco réunit pour deux soirées « les deux plus grandes sopranos wagnériennes du moment : Kirsten Flagstad en Brünnhilde et Lotte Lehmann en Sieglinde (La Walkyrie). », ce que le Met n'avait jamais réussi. En 1936 et 1937, elle se produisit également au Royal Opera House de Covent Garden à Londres, où elle rencontra le même succès qu'à New York.
En 1937, au contraire de la rumeur selon laquelle Kirsten Flagstad prendrait sa retraite, elle renouvela le contrat avec le Metropolitan Opera pour dix-huit mois. La récession de 1937-1938 menaçait la gestion de cet opéra. Il était très important pour le Met, qui était en difficulté financière depuis la Grande Dépression, de garder cette vedette pour éviter la faillite. Lors de son arrivée en 1935, le Met avait déjà vendu plus de 80 000 billets en quelque temps.

### Femme d’action pédagogique
Le 23 décembre 1935, le magazine Time présenta une photographie de Flagstad en couverture. Un garçon habitant à Rochester envoya cette couverture à la cantatrice, lui demandant d’y apposer son autographe. Au lieu de cette couverture, Flagstad lui expédia une grande photographie. Priée par ce John W. Clark, elle accepta de le rencontrer à Rochester, lors de sa visite officielle. Puis, en 1938, elle l'invita au Metropolitan Opera, en lui envoyant 25 dollars. Son soutien amical se poursuivit.

### Seconde Guerre mondiale
Après que la Seconde Guerre mondiale eut  éclaté, Kirsten Flagstad souhaitait rentrer en Norvège. En mars 1940, alors qu'elle était à Rochester avec la famille de John W. Clark, elle précisa à ce dernier qu'elle s'en irait en Norvège au mois d'avril, dans l'optique de passer un temps tranquille avec sa fille Else Marie et ses beaux-enfants. L'opération Weserübung provoquée par l'Allemagne nazie en avril empêcha ce départ.
Finalement, elle décida en secret, en 1941, de rejoindre son époux resté en Norvège occupée par les Allemands, en dépit des conseils de ses amis et de ses admirateurs. Son départ ne fut annoncé à personne. Ses relations s'inquiétèrent de l'absence de communication,. En juin, l'époux Henry Johansen déclara qu'elle resterait en Norvège jusqu'à ce que la guerre se termine.
Pendant ce séjour en Norvège, quasiment aucun concert ne fut enregistré. Elle ne chanta jamais pour l'Allemagne nazie. D'une part, elle n'apprécia jamais ceux qui occupaient la Norvège. D'autre part, elle avait subi l'hostilité de l'ambassadeur de Norvège à New York, Wilhelm af Munthe von Morgenstierne. Ce dernier, se fondant sur le lien de l'époux de Kirsten avec l'Allemagne nazie, avait considéré qu'elle était pro nazie et lui avait refusé le visa. Finalement, elle obtint un visa particulier, à condition de ne chanter ni en Norvège ni dans les pays occupés par les Allemands.
Cette condition permit cependant, grâce à la neutralité de la Suisse, de participer au June Festival in Zurich (festival de juin à Zurich) en 1942 et 1943, en qualité d'invitée. En juin 1939 déjà, elle était apparue à l'opéra de Zurich dans le cadre de ce festival,.
Or elle dut s'enfuir dans une ferme près de la frontière en 1943, à la suite de la pression de l'Allemagne nazie, qui voulait qu'elle chante Senta de Der fliegende Holländer. Là-bas, elle avait rencontré des membres de la Résistance norvégienne pour lesquels elle offrit un récital privé.
Il est à noter qu'un des frères de Kirsten, le pianiste Lasse Flagstad, participait en secret au mouvement de résistance, avec de nombreux musiciens norvégiens.

### Temps sombre après la guerre
La guerre terminée, la situation de Kirsten Flagstad s'aggrava. Son époux Henry Thomas Ingvar Johansen, a priori lié au parti Nasjonal Samling opposant au communisme, avait engagé ses affaires avec les Allemands jusqu'à ce que Kirsten et sa fille lui aient demandé de prendre sa retraite. Arrêté pour cette raison, il mourut le 23 juin 1946, avant que le procès ne fût tenu,.
Profondément attristée par le décès de son époux, Kirsten dut patienter encore, jusqu'à ce que son propre dossier fût examiné par l'autorité norvégienne qui la suspectait de collaboration avec les Allemands. Elle ne pouvait se déplacer librement, son passeport étant suspendu. Barrister Annæus Schjødt, ancien membre de la résistance, intervint en qualité de procureur en sa faveur, et un nouveau passeport lui fut accordé en novembre.
Son calvaire continua. D'une part, à cause de feu son époux, d'autre part parce que son répertoire principal, celui de Richard Wagner, qui avait été utilisé pour la propagande nazie, était tout à fait en défaveur auprès du public.

### Rétablissement de sa carrière
Le premier concert de Kirsten Flagstad dans les pays alliés après la guerre fut celui de Londres, au Royal Albert Hall, exactement le premier concert en Angleterre donné après la guerre, le 6 février 1947. Il s'agissait d'un récital sous la direction de Karl Rankl avec l'orchestre philharmonique de Londres. Ce récital, consacré au rôle d'Isolde (et aux extraits du Götterdämmerung), fut diffusé par la BBC.
Outre-Atlantique, au contraire, elle suscita une protestation : le 20 avril 1947, lors de sa première interprétation aux États-Unis, de nombreux manifestants marchèrent devant le Carnegie Hall. Son départ du Met en 1941 était considéré comme scandale.
Toutefois, son image aux États-Unis s’améliora progressivement. Ainsi, en 1949, elle participa au festival Stern Grove de San Francisco, le plus ancien festival gratuit américain. Et en automne, elle obtint, à nouveau, un grand succès au San Francisco Opera en jouant Isolde et Brünnhilde.
Finalement, il fallut attendre le changement de la direction du Metropolitan Opera. Le nouveau directeur Rudolf Bing conclut en 1950 son contrat tant avec Kirsten Flagstad qu'avec Helen Traubel à partir de la saison 1951. En attendant que ce poste soit rétabli, elle chanta à la Royal Opera House de Londres, pendant les saisons 1948-1951.
Il s'agissait de sa dernière période florissante. Notamment, Kirsten Flagstad eut l'honneur de créer le chant du cygne de Richard Strauss, Vier letzte Lieder. La création, posthume, eut lieu au Royal Albert Hall de Londres, sous la baguette de Wilhelm Furtwängler le 22 mai 1950. Tous les deux, auparavant injustement qualifiés comme collaborateurs, effectuèrent ensemble de nombreux concerts et enregistrements, tels Ring à La Scala de Milan et Fidelio durant le festival de Salzbourg dans cette année 1950.

### Derniers concerts
En admettant que la réputation de Flagstad fût tout à fait rétablie, l'aggravation de son psoriasis l’obligea, pour le traitement, à prendre sa retraite, mais cette dernière ne fut pas effectuée aussitôt. En raison de cette dégradation de santé, son séjour dans le pays natal était de plus en plus favorisé.
Aussi le nouveau contrat avec le Metropolitan Opera ne dura-t-il pas longtemps. Le 4 mars 1952, annonçant le départ de Flagstad, Alceste de Christoph Willibald Gluck y fut inauguré, en nouvelle traduction anglaise. Les critiques n'hésitèrent pas à exprimer leur admiration. Le 1er avril, elle effectua sa dernière interprétation au Met, avec ce rôle-titre.

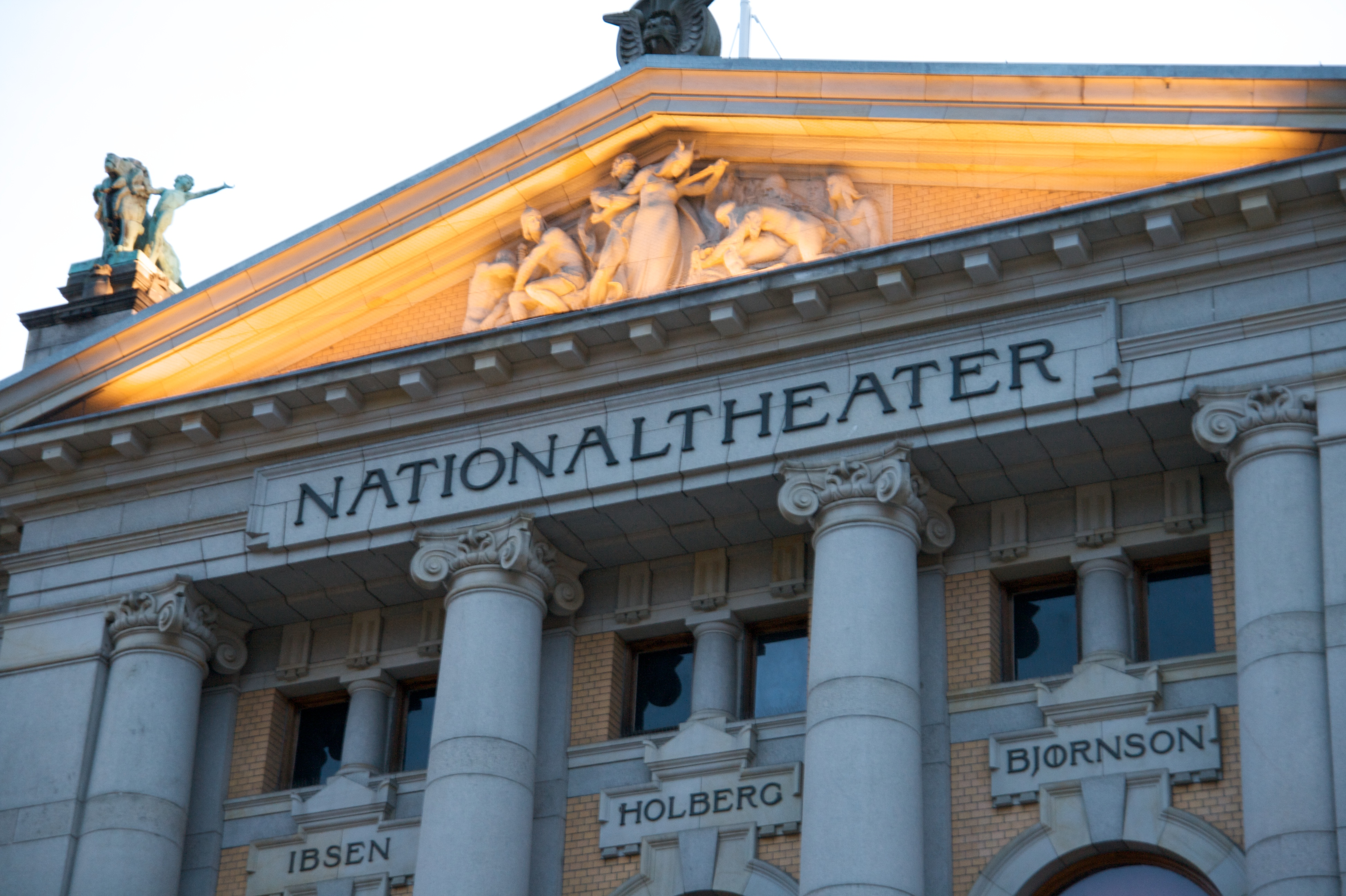
Sa carrière débuta le 12 décembre 1913 à ce théâtre national d'Oslo et Kirsten Flagstad y effectua son dernier concert officiel le 12 décembre 1953, juste quarante ans après.

En 1953, elle fréquentait l'hôpital. Ne souhaitant plus chanter Wagner, elle cessa définitivement l'interprétation de l'opéra à Oslo le 14 mars, avec Dido and Æneas de Henry Purcell. Il est à noter que c’est grâce à elle, qui l’avait interprété à Londres en 1951, que cet opéra baroque de Purcell, méconnu auparavant, était devenu célèbre. Cette année-là, plusieurs concerts auraient été annulés. Néanmoins, elle apparut au théâtre national d'Oslo le 12 décembre en faveur du concert de l'anniversaire, et de l'Adieu, accompagnée de l'orchestre philharmonique d'Oslo. C'était exactement quarante ans auparavant, dans ce théâtre, que Kirsten Flagstad avait commencé sa carrière,.
Encore la cantatrice continua-t-elle à chanter, soit pour l'enregistrement soit pour les concerts caritatifs. Après avoir traversé de nouveau l'océan Atlantique, elle interpréta encore une fois le 20 mars 1955 un programme composé des œuvres de Wagner, y compris Wesendonck-Lieder. Le concert avait pour but de sauver les membres de Symphony of the Air Orchestra qui risquaient d'être licenciés, et la direction fut confiée à Edwin McArthur, collaborateur depuis longtemps. Et c'était lui qui avait proposé ce concert de Wagner à Flagstad, avant de prendre sa propre retraite, lui aussi,.

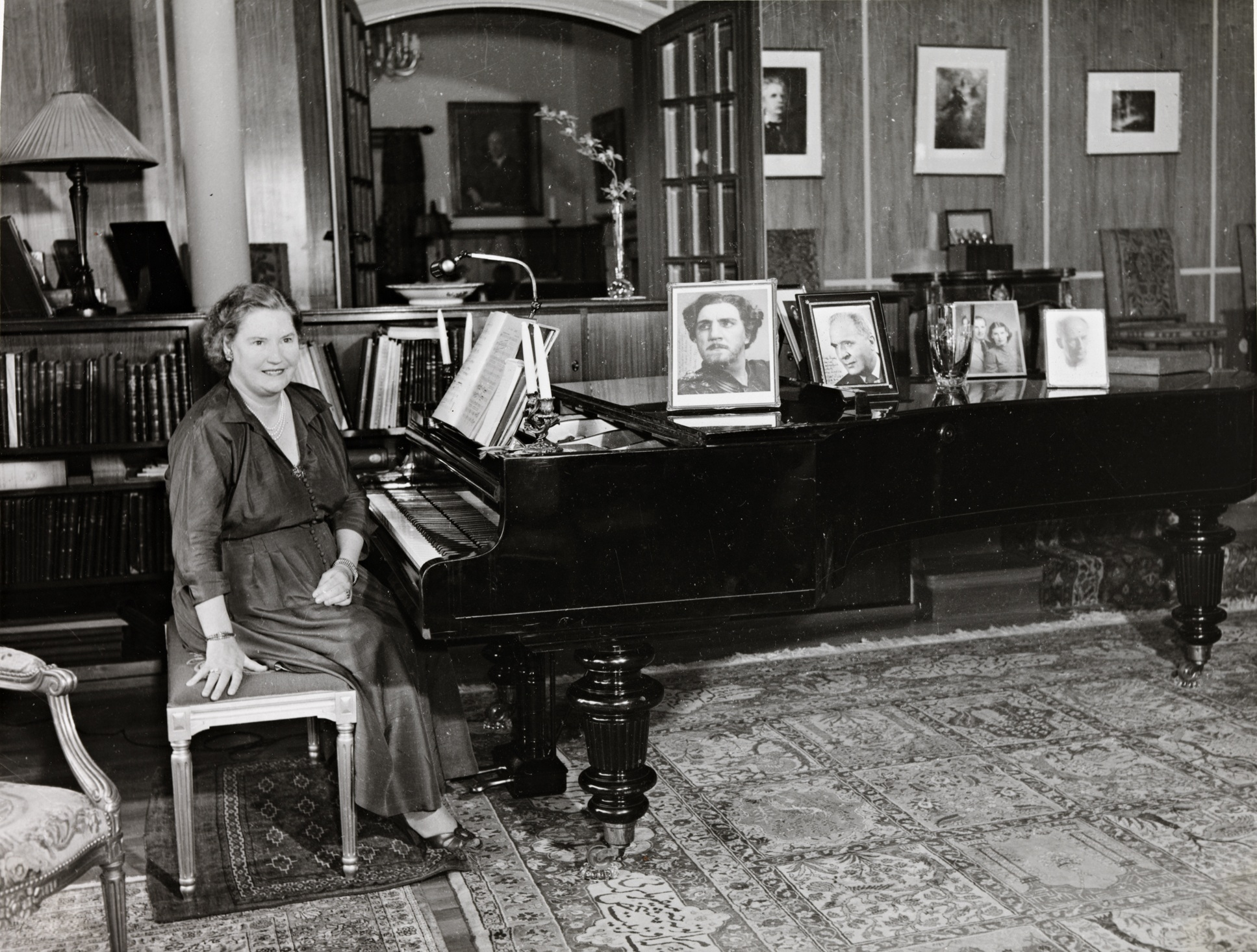
Kirsten Flagstad devant son piano.

### Vie encore publique mais aussi spirituelle
Elle continua encore pendant quelque temps à donner tant des concerts que des enregistrements de l'opéra. En effet, Kirsten ne gardait plus sa santé, mais sa voix restait assez remarquable. Certes, lors de l'enregistrement de 1954, l'entreprise La Voix de son maître avait dû appeler Elizabeth Schwarzkopf pour deux notes de do d'Isolde que Flagstad n'avait plus chantées correctement. Mais après, cette dernière fit enregistrer, chez Decca Records, encore vingt-trois disques. En 1958, elle déclara à l'âge de 62 ans : « It is not natural to be singing at my age, but then I am not losing my voice. I just sing and  sing, and it keeps me young (Il n'est pas naturel de chanter à mon âge, mais je n'ai pas perdu ma voix. Je me contente de chanter encore et encore, et cela me garde jeune.). »
Par ailleurs, les années entre 1954 et 1958 sont marquées par ses engagements à but non lucratif, notamment des concerts dans les églises norvégiennes. Elle se qualifiait comme personne privée, donc dorénavant non professionnelle. En 1957, Kirsten enregistra un disque de musique sacrée à Londres.

### Directrice de l'opéra national
En 1957, sous l'impulsion de l'État, fut créé l'opéra et ballet national de Norvège. Kirsten Flagstad fut nommée première directrice en 1958,. En conséquence, elle donna dès lors peu de concerts.
La Norvège est le seul grand pays européen qui ait manqué la tradition de l'opéra car elle n’avait ni cour royale ni aristocratie sur son territoire pendant la période de développement de cet art. La famille de Kirsten Flagstad avait d’abord tenté d'installer l'opéra à Oslo, en créant son propre Opéra-Comique, qui était resté un établissement privé. Finalement, la carrière internationale de Kirsten Flagstad a favorisé la création de l'opéra national sur le sol de la Norvège.

### Décès
En 1960, un cancer fut diagnostiqué à Kirsten Flagstad. Cette maladie l’obligea à démissionner de son poste de l'opéra d'Oslo.
La cantatrice décéda au soir du vendredi 7 décembre 1962 à Oslo, après avoir lutté contre ses maladies,.
Comme elle l’avait demandé dans son testament, elle fut inhumée dans le cimetière de Vestre Gravlund d'Oslo, sans indication de nom sur la sépulture,.

## Distinction
En 1935, Kirsten Flagstad, en qualité de cantatrice, fut récompensée par la Médaille du mérite du roi, fondée par le roi de Norvège Haakon VII en 1908 et réservée aux personnages qui contribuèrent dans le domaine culturel.
Puis en 1939, elle fut décorée, par le même roi Haakon VII, de l'ordre de Saint-Olaf, décoration honorable de l'ordre royal.

## Discographie
Sa discographie est immense et contient plus de mille enregistrements. C'est évidemment en Wagner que l'on a le plus de témoignages de son chant, depuis les live des années 1930. Les enregistrements de son Isolde sont très nombreux, avec Lauritz Melchior la plupart du temps : en 1935 à New York avec Artur Bodanzky, 1936 à Londres avec Fritz Reiner, 1937, toujours à Londres, avec Thomas Beecham, dans les années 1940 à New York avec Erich Leinsdorf, puis le célèbre enregistrement de studio (EMI) de 1951 avec Wilhelm Furtwängler. Cet enregistrement a été l'objet d'une polémique, à cause des deux uts d'Isolde, au milieu du deuxième acte, ne seraient pas de Flagstad, mais d'Elisabeth Schwarzkopf, à qui elle aurait offert en remerciements un collier de diamant.
Ses Brünnhilde (notamment quelques scènes d'anthologie des Immolations avec Furtwängler ou Hans Knappertsbusch) et ses Sieglinde, comme son Elisabeth, ont également marqué l'histoire du disque.
À la fin de sa vie, en 1958, elle effectua un enregistrement remarquable, et unique dans sa carrière. En effet, l'entreprise Decca Records souhaitait que cette grande soprano participe à son projet monumental, un enregistrement complète de L'Anneau du Nibelung sous la direction de Georg Solti, soutenu par tous les meilleurs artistes de Wagner de l'époque. Or, son âge avancé, Flagstad, qui envisageait sa retraite, ne restait plus capable de chanter en soprano dramatique. D'où, elle interpréta le rôle de Fricka (mezzo-soprano) pour L'Or du Rhin, au lieu de Brünhilde, son rôle légendaire. Étant donné qu'elle était décédée en 1962, Christa Ludwig lui succéda en 1965 pour l'enregistrement de La Walkyrie.
Avant que cet enregistrement ne soit tenu, le même directeur de Decca, célèbre John Culshaw, avait organisé un autre programme particulier. Il s'agissait des disques de la musique sacrée. Ceux-ci avaient été enregistrés en 1957 au Kingsway Hall de Londres, avec l'orchestre symphonique de Londres sous la baguette d'Adrian Boult. Le répertoire se composait des œuvres de Charles Gounod, Georg Friedrich Haendel, Jean Sebastien Bach, Felix Mendelssohn ainsi que de quelques chants traditionnels.

## Postérité et hommage
Après la disparition de la chanteuse, en 1964, The Kirsten Flagstad Memorial Collection (le fonds mémorial de Kirsten Flagstad) fut créée dans la société de l'histoire en Californie. Les dossiers se composent de ceux que plusieurs amis de la chanteuse cherchaient et conservaient. Elle gardait son amitié avec le couple Milton H. Esberg père à San Francisco et le professeur Samuel Draper, qui donnèrent la naissance à cette collection.
Octroyée par le petit-fils de la cantatrice, une collection importante des enregistrements, authentiques, fut partagée par deux villes américaines, profondément liées à Flagstad. Aussi les deux Kirsten Flagstad Collection furent-elles établies à New York et à San Francisco. Aujourd'hui, d'une part, il s'agit de la New York Public Library (archives Rodgers et Hammerstein). D'autres sources magnétiques se trouvent dans la bibliothèques de l'université Stanford près de San Francisco.

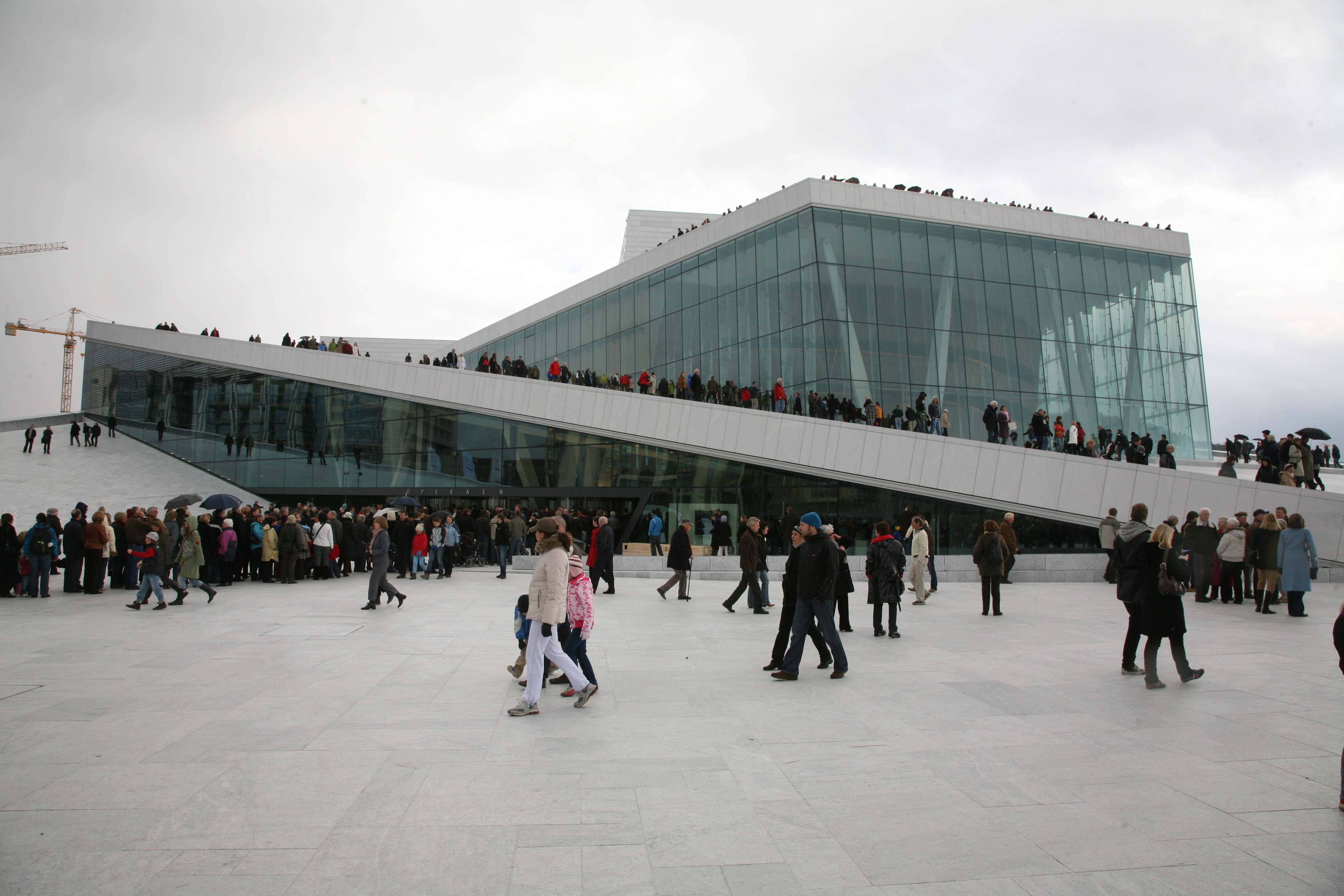
Kirsten flagstad plass devant l'opéra national d'Oslo, lors de son inauguration en 2008.

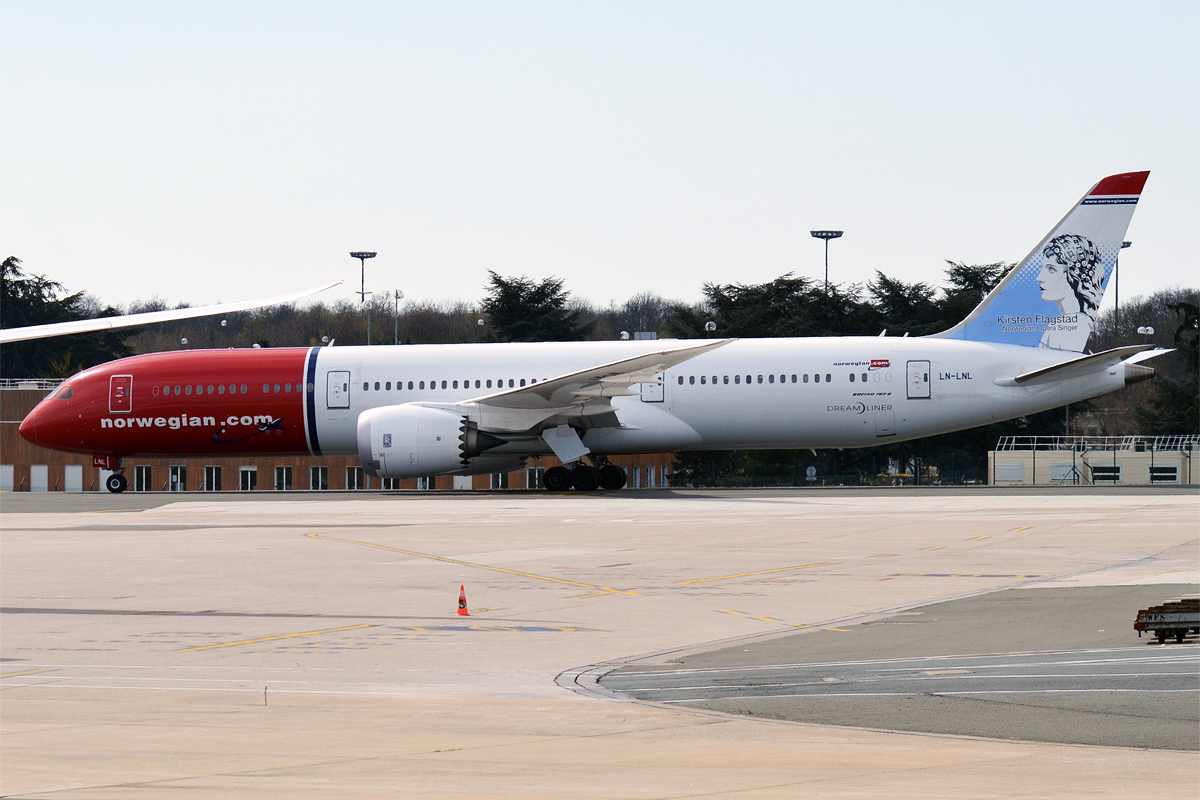
LN-LNL, B787 dédié à Flagstad, en 2019 avant son stockage, avec la livrée d'Elsa (voir sa photo).

En mémoire de cette grande chanteuse, l'espace devant le nouvel opéra d'Oslo fut nommé la place Kirsten Flagstad (Kirsten Flagstad plass). L'adresse de cet opéra est donc « 1, place Kirsten Flagstad ».
Deux appareils de Norwegian Air Shuttle étaient dédiés à Kirsten Flagstad. Le premier était en service entre 2004 et 2010 (B737-3M8, immatriculé LN-KKP). Un B737-8JP, immatriculé LN-DYT, remplaça celui-ci en 2011. Après son stockage à cause du Covid-19, l'avion reprit ses vols en 2022, mais désormais sans image de la cantatrice sur l'empennage. Enfin, un B787-9 de Norwegian était exploité de 2016 à 2019, avec une livrée assez contemporaine.
|                                                                  |
| Premier appareil Kirsten Flagstad en 2008, à l'aéroport de Faro. |

|            |
| Empennage. |

|                                                                                  |
| Appareil Kirsten Flagstad LN-DYT, successeur, à l'aéroport de Salzbourg en 2012. |

En 1991, le cratère vénusien Flagstad est nommé en son honneur.